# Panaxia flavomarginata
Panaxia flavomarginata är en fjärilsart som beskrevs av Kettlewell 1943. Panaxia flavomarginata ingår i släktet Panaxia och familjen björnspinnare. Inga underarter finns listade i Catalogue of Life.